# 수정 해골

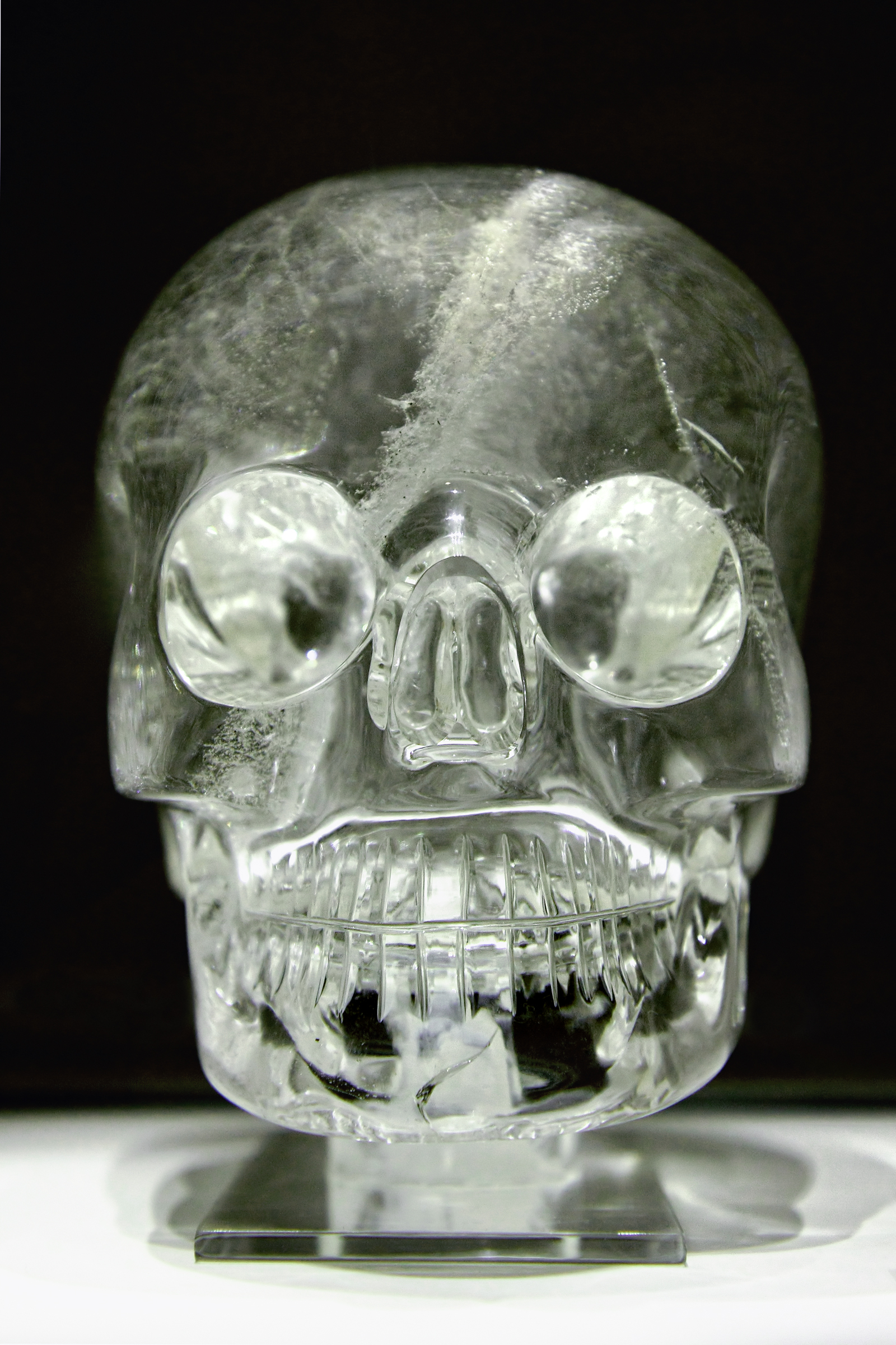
대영 박물관의 수정 해골. (ID Am1898C3.1), 크기가 미첼-헤지스의 두개골과 유사하다.

수정 해골(영어: crystal skulls)은 유백색의 석영으로 만든 인간의 두개골이다. 미술에서는 "수정 바위"(영어: rock crystal)로 알려져 있으며, 일부 사람들은 콜럼버스가 미대륙을 발견하기 이전 메소아메리카에서 만들어졌다고 주장한다. 그러나 표본은 누구도 과학적 연구에 사용하여 콜럼버스 이전에 만들어졌다고 인정할 수 없다. 이러한 연구 결과로 인한 제작 시기는, 19세기 유럽으로 추정되고, 나중에 확실하게 된다. 대중 문학의 일부 주장에도 불구하고, 이 해골은 신비한 능력의 아메리카 원주민이나 메소아메리카인들의 신비스런 능력이라고 생각했다.
두개골은 종종 뉴에이지 운동가의 일부 구성원에 의해 초자연적 현상을 보이기 위한 것으로 주장하고 있으며, 종종 소설에서 그렇게 묘사되었다. 수정 해골은 다양한 공상 과학 텔레비전 시나리오에 등장하는 인기 대상이었으며, 소설, 비디오 게임와 보드카가 있었다.

## 크리스탈 해골 모음
19세기 중반, 작은 구슬 크기의 해골 모형이 먼저 나오고 세기말에는 큰(약 실물 크기)의 두개골이 일부 연구자에 의해 만들어졌다.
콜럼버스 이전의 무역품이라는 가짜 주장이 나왔고 원래는 1886년에서 19후반에 개발되었으며, 스미스소니언 협회의 고고학자인 윌리엄 헤리 홈즈는 "이것은 가짜 멕시코 무역 유물"이라고 사이언스지에 올렸다. 박물관은 이전 두개골을 인수했다고 하나, 유진 보반이 1870년 파리에서 유물상 가게를 열고, 대부분의 수정 해골은 19세기 이후에 제작되었다. 세 개의 수정 해골을 포함한 보반의 컬렉션은 민족학자 알퐁스 피나트가 트로카데로 박물관에 기증된 후, 뮤스 라 호메 박물관으로 옮겨졌다.

## 수정 해골의 기원에 대한 연구

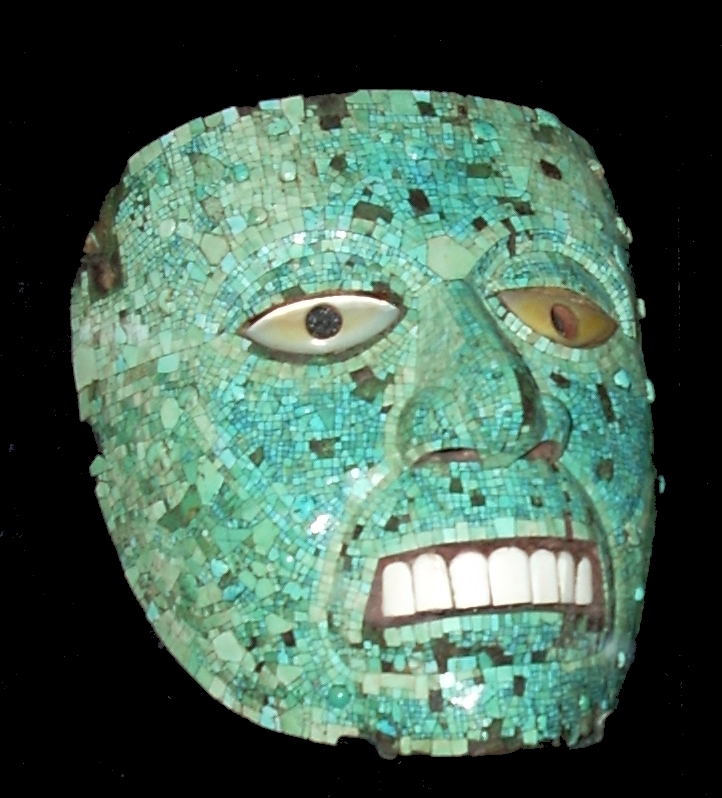
아즈텍이나 믹스텍의 마스크 모자이크 상감.

많은 크리스탈 해골은 콜럼버스 상륙 이전의 아메리카에서 아즈텍이나 마야가 만들었다고 주장한다. 메소아메리카인의 예술에는 여러 두개골 표현이 있지만, 박물관 소장의 두개골 중 문서에 적힌 두개골은 없다. 연구는, 대영 박물관에서 1967년에 처음 시작되었으며, 1996년과 2004년에 다시 치아가 들어간 선(이러한 두개골들은 미첼-헤그스 해골과 달리 별도의 턱뼈가 없었다)가 새겨져 있었으며, 19세기의 보석 드릴을 이용한 자국이 보여, 콜럼버스 이전 시대라는 것에 이의가 들어왔다. 크리스탈의 종류는 아염소사염 검사를 통해 알아본 결과, 마다가스카르와 브라질의 것으로 시대는 콜럼버스 이전의 메소아메리카에서 얻기 어렵거나 알려지지 않은 보석이다. 이 연구에서, 두개골은 19세기 독일에서 제작한 것으로 결론짓고, 이더-오브스테인이 19세기 브라질에서 수입된 석영으로 만든 물건으로 추측된다.
이것은 대영 박물관과 프랑스 인류학 박물관에 전시되고, 수정 해골은 멕시코에서 1860년부터 1880년 사이에 고대 유물 수집가인 보반에 의해 수집되었다. 뉴욕의 티파니를 통해 대영 박물관의 수정 해골이 오게 되고, 인류학 박물관의 수정 해골은 보반의 해골을 산 문화기술지 알폰손 피나르트에 의해 기증되었다.
1992년 스미스소니언 협회에서의 조사에서, 수정 해골은 원 제작지가 아즈텍이 아닌 1960년 멕시코시티에서 구매하여 최근에 제작되었다고 발표했다. 스미스소니언에 따르면, 대영 박물관의 해골은 보반이 독일에서 판매된 수정 해골을 사들인 것으로 조사되었다.
스미스소니언 협회의 대영박물관 수정 해골 조사 결과의 상세한 결과는 2008년 5월에 고고학 저널에 실렸다. 영국과 미국 공동 연구팀은 전자 현미경과 X선 결정학을 이용하여 분석한 결과, 대영 박물관의 두개골은 강옥이나 다이아몬드와 같은 연마에 적합한 물질로 회전 디스크를 이용한 현대적 연마 기술 이용이 발견되었다. 스미스소니언의 두개골은 다른 연마재, 즉 실리콘-탄소 화합물의 탄화규소로 연마한 점을 발견했고, 이는 현대 산업 기술로 합성한 물질이었다. 탄화규소의 발명 시점이 1890년에서 20세기이기 때문에, 연구진들은 "1950년대 이후 제작"되었다는 결론을 내렸다.

## 같이 보기
- 인디아나 존스: 크리스탈 해골의 왕국